# Roger Vadim
Pour les articles homonymes, voir Vadim.
Roger Vadim Plémiannikov, dit Roger Vadim, né le 26 janvier 1928 dans le 5e arrondissement de Paris et mort le 11 février 2000 dans le 13e arrondissement de Paris, est un réalisateur, scénariste, acteur, romancier et poète français.
Passionné de cinéma, de littérature, de musique, mais également connu pour ses multiples relations amoureuses, il a aussi écrit et réalisé des films mettant en scène certaines de ses épouses, notamment Brigitte Bardot, Annette Stroyberg et Jane Fonda.

## Biographie
Roger Vadim est le fils d'Igor Nicolaïevitch Plémiannikov (1904-1938), natif de Kiev et d'une famille de la noblesse russe, que la tradition familiale rattache à Gengis Khan. Engagé dans l'armée Wrangel à quatorze ans pour combattre les bolcheviques, Igor est fait prisonnier et condamné à mort ; parvenant à s'enfuir la veille de son exécution, il rejoint sa famille réfugiée à Varsovie. Il arrive en France en octobre 1924 et devient étudiant à l'École nationale des langues orientales vivantes. Il est naturalisé français en 1928, puis nommé vice-consul de France en Égypte, où Roger Vadim passe sa petite enfance dans un univers romanesque, avant une période en Turquie.
Sa mère, Marie-Antoinette Ardilouze (1904-1990), divorcée de M. Arnandel, que son père a rencontrée alors qu'elle était étudiante en russe, est d'origine languedocienne par son père et provençale par sa mère.
Lors de la naissance de Vadim, ses parents n'étaient pas mariés, son père étant alors toujours dans les liens d'un premier mariage avec une Russe qu'il avait épousée à Brest Litovsk le 11 août 1924.
Fin 1938, il a dix ans lorsque son père meurt à Morzine (Haute-Savoie) des suites du paludisme. En septembre 1939, sa mère qui devient directrice d'auberge de jeunesse, lui et sa sœur Hélène (Hélène Plemiannikov, qui deviendra monteuse de cinéma par la suite), s'installent en location dans une ferme du hameau des Folliets, dans la commune des Gets en Haute-Savoie, en provenance de Morzine. Aux Gets, il fait la rencontre d'Yves Robert, futur metteur en scène, qui devient son ami. La famille recherchée par la milice de Cluses retourne s'installer à Paris[réf. nécessaire]. En septembre 1940, Roger Vadim repart dans le Var pour suivre ses études secondaires. En 1945, à la fin de la Seconde Guerre mondiale, la famille s'installe dans le midi de la France à Mandelieu-la-Napoule, puis revient à Paris. Cependant, toute sa vie, il restera fidèle aux Gets où il tourne certains extérieurs de ses films Les Liaisons dangereuses, L'Amour fou et Hellé et où il vécut avec Marie-Christine Barrault. En 1992, il y a acheté une ancienne ferme au Plan-Ferraz.

### La vie d'artiste
En 1947, à 19 ans, il abandonne sa scolarité à l’Institut d'études politiques de Paris (Sciences Po) et préfère la vie d'artiste peintre ou d'acteur à Paris. Il s'inscrit aux cours de comédie de l'acteur Charles Dullin. L'écrivain André Gide lui fait connaître le réalisateur Marc Allégret dont il devient l'assistant (Jusqu'à ce que mort s'ensuive en 1948 avec Valerie Hobson et Stewart Granger, Maria Chapdelaine en 1950 avec Michèle Morgan, Julietta en 1953 avec Jean Marais, Dany Robin et Jeanne Moreau) puis le scénariste (Blackmailed en 1951 avec Mai Zetterling et Dirk Bogarde, L'amante di Paride en 1954 avec Hedy Lamarr) tout en étant journaliste et reporter-photographe à Paris Match jusqu'en 1956.
En 1949, il remarque Brigitte Bardot, âgée alors de 15 ans, en couverture du magazine Elle, et demande à Marc Allégret de la faire auditionner pour un rôle. Le coup de foudre est immédiat et réciproque [réf. nécessaire].

### Brigitte Bardot
En 1950, le jeune couple d'amoureux (il a 22 ans, elle en a 16) se retrouve pour des vacances d'été à Cap Myrtes près de Saint-Tropez. Pour se conformer aux vœux de M. et Mme Bardot, ils doivent attendre les 18 ans de Brigitte Bardot pour pouvoir se marier. En 1952, Brigitte Bardot fête ses 18 ans et, le 19 décembre 1952, les deux amoureux peuvent enfin se marier à la mairie du 16e arrondissement de Paris, puis le 21, à l'église Notre-Dame-de-Grâce-de-Passy.

### Scénariste et réalisateur de cinéma
Vadim s'ingénie à lancer sa jeune épouse, Brigitte Bardot, dans le monde du cinéma. Il obtient pour elle une participation dans Futures vedettes, réalisé par son mentor Marc Allégret (film dont il écrit l'adaptation et les dialogues), où la jeune fille trouble Jean Marais, et écrit deux scénarios qui contribuent grandement à imposer son image de fille sexy et sympathique : Cette sacrée gamine, mis en scène par Michel Boisrond, et En effeuillant la marguerite d'Allégret.

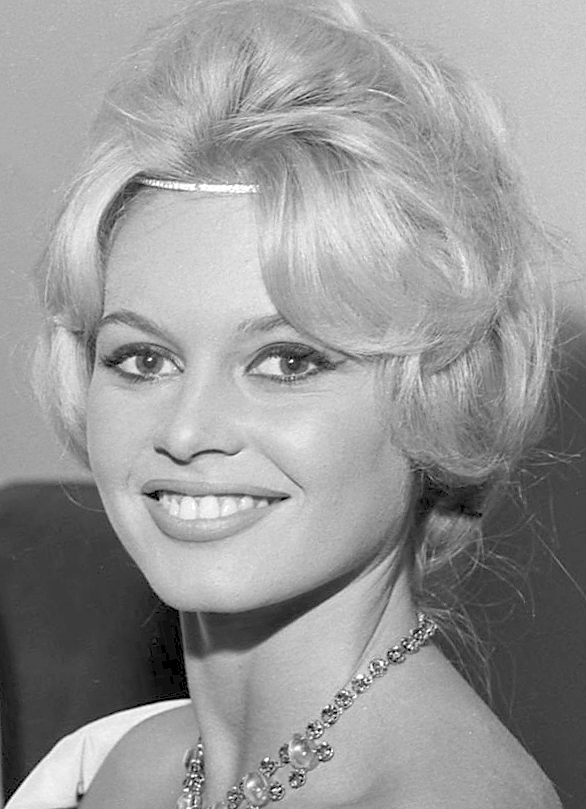
Brigitte Bardot en 1958, à Venise.

En 1956, à 28 ans, il écrit et réalise son premier film, Et Dieu… créa la femme, pour sa femme qui a 22 ans et joue presque son propre rôle face à Jean-Louis Trintignant, complice régulier de Vadim et qui obtient grâce à ce film la reconnaissance publique. Juliette est une jeune femme ingénue totalement insouciante, au sommet de sa beauté. Elle fait exploser les cœurs et les mœurs de tous les hommes du village de pêcheurs de Saint-Tropez où elle vit. Elle ne pense qu'à s'amuser et aux plaisirs de la vie dans une communauté traditionnellement attachée aux bonnes mœurs et au travail.

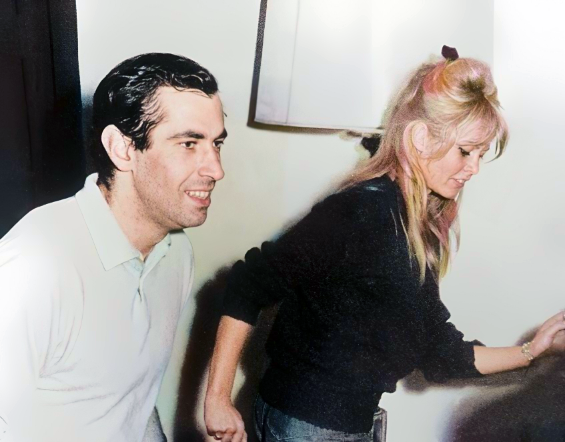
Vadim et Brigitte Bardot en 1962.

Le film obtient un succès relatif en France, mais triomphe aux États-Unis. Brigitte Bardot devient un mythe vivant, un modèle social et un sex-symbol international. Le film déchaîne autant de passions, et d'idolâtrie, que de scandale et de colère contre l'immoralité, et fait du petit village de pêcheurs de Saint-Tropez un endroit de légende par la seule présence de Bardot. Brigitte étant tombée amoureuse de son partenaire, le couple Bardot-Vadim divorce en décembre 1957. La même année, Vadim adapte une autre comédie pour Mylène Demongeot (Sois belle et tais-toi d'Allégret).
Vadim tourne quatre autres films avec Brigitte Bardot, en 1958, 1961, 1962 et 1973, sans jamais retrouver l'éclat du premier malgré la recherche de sujets à scandales : par exemple dans Le Repos du guerrier d'après Christiane Rochefort ou Don Juan 73 où Bardot partage une scène d'amour avec Jane Birkin.

### Annette Strøyberg

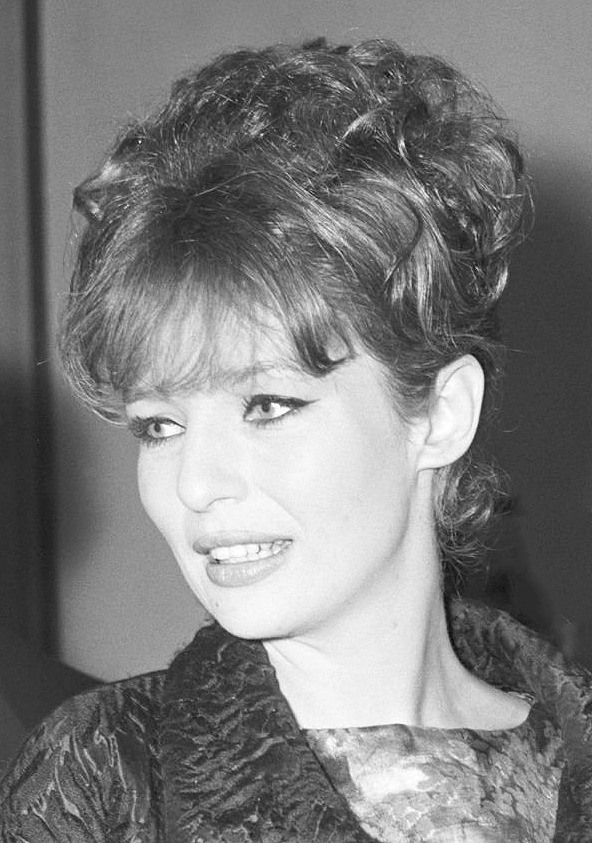
Annette Stroyberg en 1961, à Rome.

Après le succès de Et Dieu... créa la femme, Vadim se consacre définitivement à la réalisation et tourne à Venise Sait-on jamais..., une intrigue policière avec Françoise Arnoul, Robert Hossein (qui travaille à six reprises avec Vadim) et Christian Marquand, déjà présent dans son film précédent. En 1959, il tourne l'adaptation du roman de Choderlos de Laclos écrite par Roger Vailland, Les Liaisons dangereuses 1960 avec Gérard Philipe, Jeanne Moreau, Jean-Louis Trintignant, la participation amicale de Boris Vian, et Annette Strøyberg. Il a rencontré cette dernière lors du tournage des Bijoutiers du clair de lune. Le 7 décembre 1957 naît leur fille, Nathalie. Le couple se marie le 17 juin 1958.
Espérant le même succès avec Annette Stroyberg dans Les Liaisons dangereuses 1960, qu'avec Bardot, il est déçu : la critique traditionnelle ne lui pardonne pas cette nouvelle atteinte aux bonnes mœurs. Vadim et Annette divorcent en 1960 après avoir tourné ensemble Et mourir de plaisir d'après Sheridan Le Fanu, film de vampire au féminin qui bénéficie d'une distribution internationale (Mel Ferrer et Elsa Martinelli). La même année, dans Le Testament d'Orphée de et avec Jean Cocteau (1960), il joue son propre personnage.
Vadim enchaîne avec le sketch L'Orgueil, avec un triangle amoureux formé par Jean-Pierre Aumont, Marina Vlady et Sami Frey ; et le film à sketchs Les Sept Péchés capitaux auquel participe toute la jeune garde française : Édouard Molinaro, Jean-Luc Godard, Jacques Demy, Philippe de Broca et Claude Chabrol.

### Catherine Deneuve

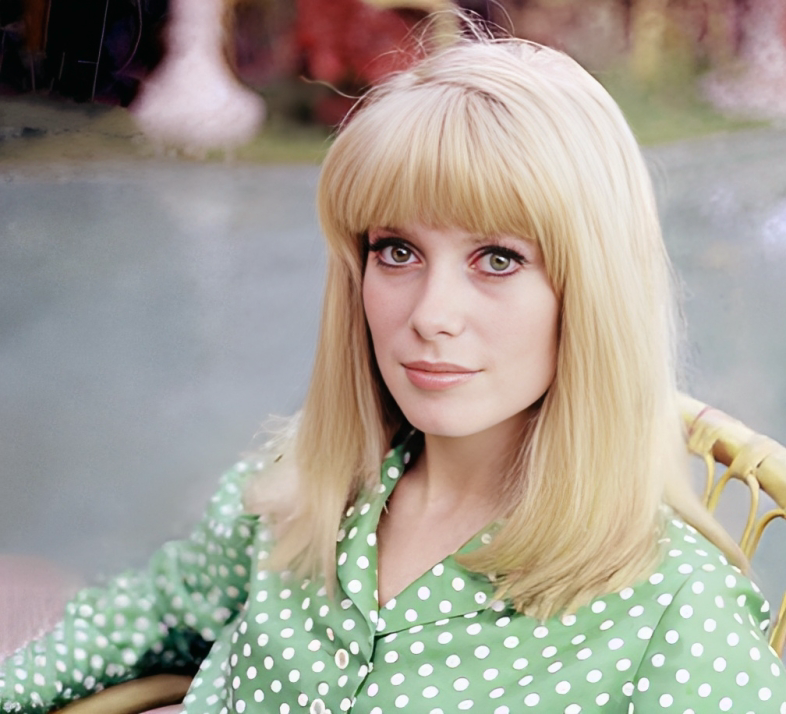
Catherine Deneuve en 1966.

En 1961, il a 33 ans et rencontre Catherine Deneuve qui en a 17, sur le tournage du film Les Parisiennes, de Marc Allégret, film dont il a écrit le sketch Sophie (Deneuve en partage la vedette avec Johnny Hallyday) ; la même année, Vadim écrit l'adaptation et les dialogues de Et Satan conduit le bal auquel participent Françoise Brion, Catherine Deneuve et Bernadette Lafont. Ils tombent amoureux en une soirée, et se mettent en ménage. Un fils, Christian Vadim, naît le 18 juin 1963 (vingt ans plus tard, son père lui donnera un des principaux rôles dans Surprise Party). En 1962, Vadim produit aussi le court métrage Ça c'est la vie avec Deneuve, Serge Marquand et Juliette Mayniel.
Vadim offre à Deneuve son premier grand rôle sur le thème du marquis de Sade et du nazisme dans Le Vice et la Vertu, en 1963, où elle est opposée à Annie Girardot. Le film, écrit par Roger Vailland, est boudé par le public et la critique. Pour son film suivant, Château en Suède d'après la pièce de Françoise Sagan, Vadim engage des stars étrangères : Curd Jürgens et Monica Vitti ; figurent également dans la distribution Jean-Claude Brialy, Jean-Louis Trintignant et la débutante Françoise Hardy.

### Jane Fonda

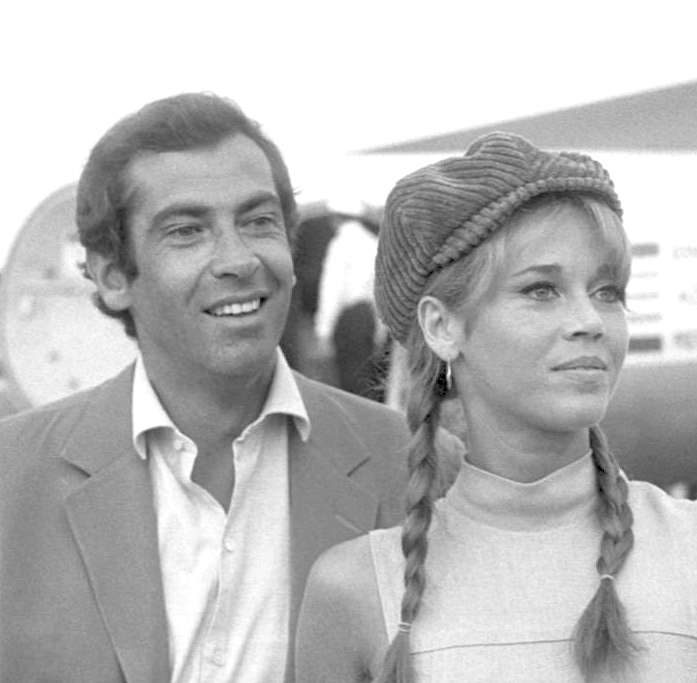
Vadim et Jane Fonda en 1967 à Venise.

En 1964, à 36 ans, il rencontre l'actrice américaine Jane Fonda, âgée de 27 ans, sur le plateau de La Ronde d'après Arthur Schnitzler sur un scénario de Jean Anouilh, film qui réunit notamment Anna Karina, Helmut Berger, Jean Sorel et Françoise Dorléac. Ils se marient le 18 mai 1967 à Saint-Ouen-Marchefroy (Eure-et-Loir) et auront une fille, Vanessa.
Le metteur en scène fait tourner sa nouvelle épouse dans La Curée en compagnie de Michel Piccoli, d'après Émile Zola avec des dialogues de Jean Cau - le film est un échec - et dans Barbarella, science-fiction érotique d'après la bande dessinée de Jean-Claude Forest, qui réunit David Hemmings, Anita Pallenberg et Marcel Marceau. Ce film est le dernier succès de Vadim au cinéma. Entretemps, le cinéaste a également dirigé Fonda avec son frère Peter Fonda (et une quasi figurante : Anny Duperey) dans un sketch des Histoires extraordinaires inspirées d'Edgar Allan Poe et la notoriété de Vadim lui vaut ici de rivaliser avec Louis Malle et Federico Fellini. En Italie, Vadim apparaît comme interprète dans Le Reflux (1965) inspiré par Robert Louis Stevenson aux côtés de son copain Serge Marquand qu'il a dirigé dans huit films.
Jane quitte Vadim pour s'engager dans une association contre la Guerre du Viêt Nam en retournant vivre aux États-Unis. Ils divorcent en 1972.

### Catherine Schneider
En 1972, à 44 ans, alors qu'il vient de réaliser Si tu crois fillette avec Rock Hudson et Angie Dickinson et d'apparaître dans Ciao! Manhattan aux côtés d'Edie Sedgwick, il rencontre Catherine Schneider, fille de Charles Schneider et de Lilian Constantini, héritière de l’empire sidérurgique Schneider, avec qui il a un fils Vania. Ils se marient en 1975, mais divorcent deux ans plus tard en 1977. Entretemps, Vadim a signé Une femme fidèle dont le scénario est inspiré de Choderlos de Laclos, avec en vedettes Sylvia Kristel, Nathalie Delon et le Britannique Jon Finch.
Après ce quatrième divorce, Vadim débute à la télévision avec Bonheur, Impair et Passe, nouvelle adaptation de Françoise Sagan au casting trois étoiles : Danielle Darrieux, Ludmila Mikaël et Philippe Léotard.

### Ann Biderman
En 1980, à 52 ans, il rencontre Ann Biderman, une scénariste américaine, âgée de 29 ans. Ils se fiancent en 1984, mais se séparent en 1986.
Dorénavant Vadim travaille en Amérique (à l'exception de Surprise Party en 1983) mais ni Night Games ni Adorables Faussaires ne remportent l'adhésion. À la même époque, il apparaît dans Riches et célèbres de George Cukor, autre directeur d'actrices réputé ainsi qu'en 1985, dans la comédie Série noire pour une nuit blanche de John Landis.
En 1988, il réalise un remake de son plus grand succès, And God Created Woman (1988), avec Rebecca De Mornay pour succéder à Brigitte Bardot.

### Marie-Christine Barrault

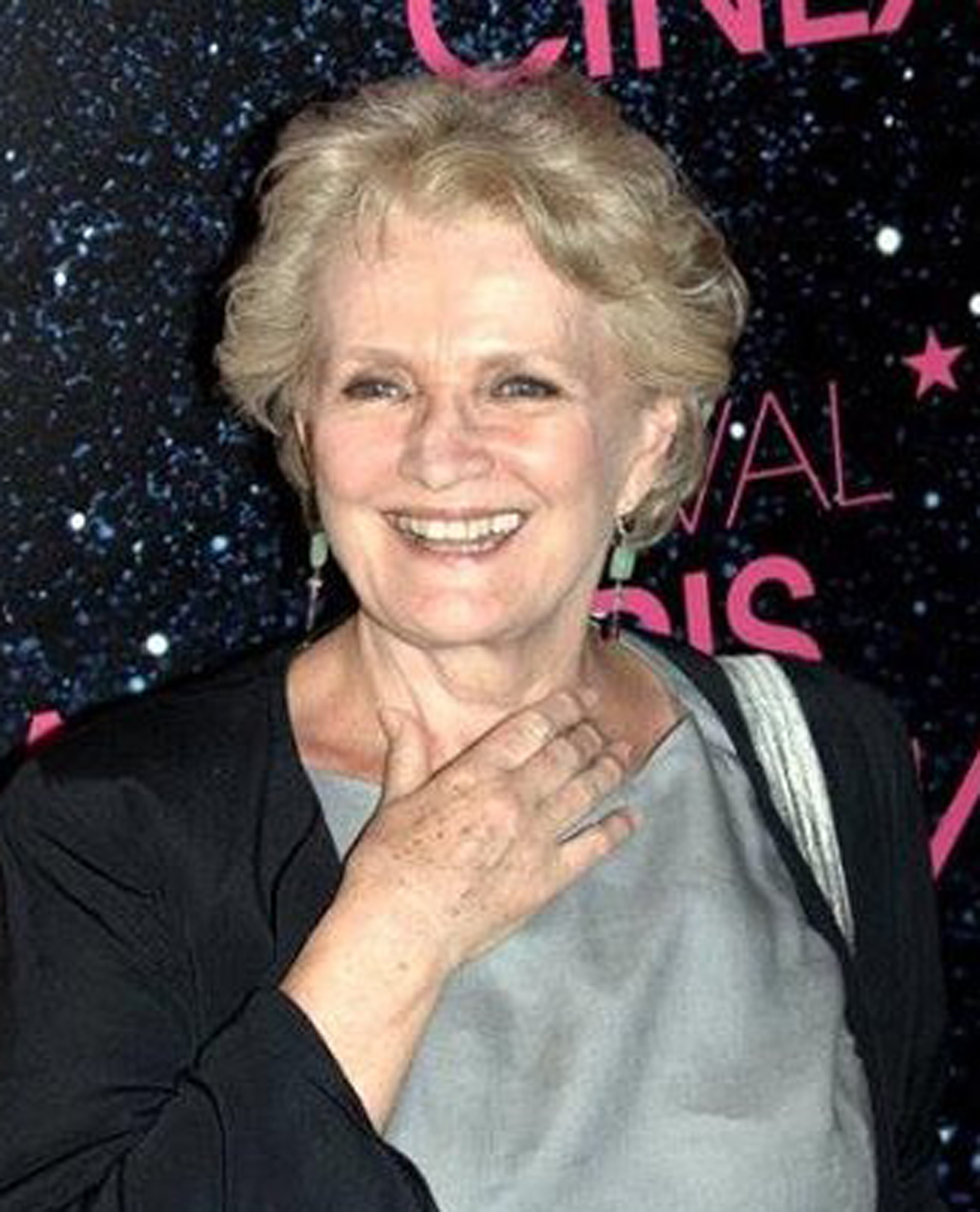
Marie-Christine Barrault en 2013.

En 1990, à 62 ans, il rencontre au Festival du film policier de Cognac la comédienne Marie-Christine Barrault ; ils sont tous deux membres du jury. Après avoir vécu quelque temps ensemble, ils se marient le 21 décembre 1990 à Levallois-Perret (Hauts-de-Seine).
Vadim met en scène Marie-Christine Barrault pour le théâtre (Même heure l'année prochaine, Enfin seuls !) et pour la télévision dans Amour fou, La Nouvelle tribu, Mon père avait raison et dans Un coup de baguette magique, sa dernière réalisation.
En 1993, Vadim passe à l'écriture de quatre romans, dont Le Goût du bonheur, où il met en scène, comme à son habitude, ses femmes, avec qui il est resté en relation étroite, amicale et professionnelle, pendant toute sa vie.

### Mort
Gravement malade depuis plusieurs mois, Roger Vadim meurt le 11 février 2000 à Paris à l'hôpital, à 72 ans, des suites d'un cancer du thymus. Ses obsèques ont lieu en l'église de Saint-Germain-des-Prés, le jour de la Saint-Valentin, en présence de centaines d'admirateurs. Il est ensuite incinéré, puis inhumé en présence de ses ex-compagnes Brigitte Bardot, Jane Fonda, Catherine Schneider et Marie-Christine Barrault, au cimetière marin du village de Saint-Tropez, à quelques mètres du rivage, face au golfe de Saint-Tropez et non loin de « la Madrague », propriété de Brigitte Bardot.

## Épouses
- Brigitte Bardot (épouse, 1952-1957)
- Annette Stroyberg (épouse, 1958-1961 ; une fille, Nathalie Vadim)
- Jane Fonda (épouse, 1965-1972 ; une fille, Vanessa)
- Catherine Schneider (épouse, 1975-1977 ; un fils, Vania)
- Marie-Christine Barrault (épouse, de 1990 à son décès 2000)

## Compagnes
- Catherine Deneuve (compagne ; un fils, Christian Vadim)
- Cindy Pickett (en) (compagne ; elle a joué le rôle principal dans Jeux érotiques de nuit)
- Ann Biderman (compagne)

## Filmographie

### Comme réalisateur

#### Cinéma
- 1956 : Et Dieu… créa la femme
- 1957 : Sait-on jamais...
- 1958 : Les Bijoutiers du clair de lune
- 1959 : Les Liaisons dangereuses 1960
- 1960 : Et mourir de plaisir
- 1961 : La Bride sur le cou
- 1962 : Les Sept Péchés capitaux, segment L'Orgueil
- 1962 : Le Repos du guerrier
- 1963 : Le Vice et la Vertu
- 1963 : Château en Suède
- 1964 : La Ronde
- 1966 : La Curée
- 1968 : Histoires extraordinaires, segment Metzengerstein
- 1968 : Barbarella
- 1971 : Si tu crois fillette (Pretty Maids All in a Row)
- 1972 : Hellé
- 1973 : Don Juan 73 ou Si Don Juan était une femme...
- 1974 : La Jeune Fille assassinée
- 1976 : Une femme fidèle
- 1980 : Jeux érotiques de nuit (Night Games)
- 1981 : Adorables Faussaires (The Hot Touch)
- 1983 : Surprise Party
- 1988 : And God Created Woman

#### Télévision
- 1977 : Bonheur, Impair et Passe (téléfilm)
- 1983 : Le Voyageur (The Hitchhiker) (série télévisée)
- 1983 : La Belle et la Bête (Beauty and the Beast) (épisode 6 de la troisième saison de Faerie Tale Theatre)[11]
- 1991 : Safari (téléfilm)
- 1993 : Amour fou (téléfilm)
- 1996 : La Nouvelle Tribu (feuilleton TV) (avec Claire Nader)
- 1996 : Mon père avait raison (téléfilm)
- 1997 : Un coup de baguette magique (téléfilm) (avec son fils Christian Vadim)

### Comme assistant réalisateur
- 1953 : Julietta, assistant de Marc Allegret

### Comme scénariste ou producteur
(pour d'autres réalisateurs)
- 1950 : Maria Chapdelaine de Marc Allégret
- 1953 : Le Gouffre de la Pierre Saint-Martin de Michel Bernheim (court métrage documentaire)
- 1954 : L'amante di Paride de Marc Allégret
- 1956 : Cette sacrée gamine de Michel Boisrond
- 1956 : En effeuillant la marguerite de Marc Allégret
- 1957 : Sois belle et tais-toi de Marc Allégret
- 1962 : Et Satan conduit le bal de Grisha Dabat
- 1962 : Les Parisiennes de Marc Allégret

### Comme acteur
- 1946 : Pétrus de Marc Allégret
- 1950 : Maria Chapdelaine de Marc Allégret
- 1953 : Les Dents longues de Daniel Gélin
- 1955 : Futures Vedettes de Marc Allégret
- 1956 : Et Dieu… créa la femme de lui-même
- 1959 : Le Testament d'Orphée de Jean Cocteau
- 1960 : Et mourir de plaisir de lui-même
- 1961 : Cause toujours, mon lapin de Guy Lefranc
- 1963 : Dragées au poivre de Jacques Baratier
- 1965 : Le Reflux de Paul Gégauff
- 1972 : Ciao! Manhattan de John Palmer et David Weisman
- 1974 : La Jeune Fille assassinée de lui-même
- 1981 : Riches et Célèbres de George Cukor
- 1985 : Série noire pour une nuit blanche de John Landis

### Box-office
| Film                            | Année | Entrées           |
| ------------------------------- | ----- | ----------------- |
| Les Liaisons dangereuses 1960   | 1959  | 4 322 955 entrées |
| Et Dieu… créa la femme          | 1956  | 3 915 059 entrées |
| La Bride sur le cou             | 1961  | 2 815 047 entrées |
| La Curée                        | 1966  | 2 558 254 entrées |
| Les Bijoutiers du clair de lune | 1958  | 2 134 822 entrées |
| Le Vice et la Vertu             | 1963  | 1 556 664 entrées |
| Sait-on jamais...               | 1957  | 1 510 505 entrées |
| Et mourir de plaisir            | 1960  | 1 205 106 entrées |
| La Ronde                        | 1964  | 1 078 415 entrées |
| Château en Suède                | 1963  | 1 047 586 entrées |

## Théâtre

### Adaptateur
- 1991 : Enfin seuls ! de Lawrence Roman (de), mise en scène Michel Fagadau, théâtre Saint-Georges.

### Metteur en scène
- 1991 : Même heure l'année prochaine de Bernard Slade, théâtre Édouard VII
- 2000 : Spectacle L'Homme Rêvé, musique de Jean-Marie Sénia au piano, texte de Roger Vadim / et Jean-Marie Senia pour Marie-Christine Barrault (tournée française).

## Publications
- Histoires de vampires, Robert Laffont, 1961 ; Livre de Poche, 1971
- Mémoires du diable, Stock, 1975
- L'Ange affamé, roman, Robert Laffont, 1982
- D'une étoile l'autre, Édition no 1, 1986
- Le Fou amoureux, roman, Fixot, 1988
- Le Goût du bonheur : Souvenirs 1940-1958, Fixot, 1993